# Tetrastichus tauricus
Tetrastichus tauricus är en stekelart som beskrevs av Kostjukov 1989. Tetrastichus tauricus ingår i släktet Tetrastichus och familjen finglanssteklar.
Artens utbredningsområde är Ukraina. Inga underarter finns listade i Catalogue of Life.